# اس‌ام یوبی-۸۴
اس‌ام یوبی-۸۴ (به انگلیسی: SM UB-84) یک زیردریایی است که طول آن ۵۵٫۸۵ متر (۱۸۳٫۲ فوت) می‌باشد. این زیردریایی در سال ۱۹۱۷ ساخته شد.